# ГЕС Сан-Естебан
ГЕС Сан-Естебан – гідроелектростанція на північному заході Іспанії. Знаходячись між ГЕС Sequeiros (вище по течії) та ГЕС Сан-Педро, входить  до складу каскаду на річці  Сіль (ліва притока найбільшої річки Галісії Мінью).
Для роботи станції на Сіль звели арково-гравітаційну греблю висотою 115 метрів та довжиною 295 метрів, на спорудження якої пішло 474 тис м3 матеріалу. Ця споруда утворила водосховище з площею поверхні 7 км2 та об'ємом від 11 до 213 млн м3 (в залежності від рівня води). Розташований неподалік від греблі машинний зал станції було обладнано чотирма турбінами типу Френсіс номінальною потужністю по 66 МВт, як використовували напір у 101 метр.
У 2008-2012 роках станцію підсилили другою чергою, яка складається з однієї турбіни типу Френсіс потужністю 175 МВт, що працює при напорі у 95 метрів. Її розмістили у новому підземному машинному залі розмірами 74х23х25 метрів.
Зв’язок з енергосистемою відбувається по ЛЕП, що працює під напругою 220 кВ.